# Gibbsboro
Gibbsboro é um distrito localizado no estado americano de Nova Jérsei, no Condado de Camden.

## Demografia
Segundo o censo americano de 2000, a sua população era de 2435 habitantes.
Em 2006, foi estimada uma população de 2451, um aumento de 16 (0.7%).

## Geografia
De acordo com o United States Census Bureau tem uma área de
5,8 km², dos quais 5,7 km² cobertos por terra e 0,1 km² cobertos por água.

## Localidades na vizinhança
O diagrama seguinte representa as localidades num raio de 4 km ao redor de Gibbsboro.